# Avalanche Glacier
Avalanche Glacier är en glaciär i Antarktis. Den ligger i Västantarktis. Argentina, Chile och Storbritannien gör anspråk på området. Avalanche Glacier ligger 1 009 meter över havet.
Terrängen runt Avalanche Glacier är bergig åt sydost, men åt nordväst är den kuperad. En vik av havet är nära Avalanche Glacier åt nordväst. Trakten är glest befolkad. Närmaste befolkade plats är Gonzalez Videla Station, 11,5 kilometer norr om Avalanche Glacier. 